# Antena 3 Madeira
A Antena 3 Madeira é uma emissora de radiodifusão do Grupo RTP – Rádio e Televisão de Portugal no arquipélago da Madeira. Seguindo a filosofia da Antena 3 continental (emissão de Lisboa), a Antena 3 Madeira aposta na divulgação de programas destinados aos jovens, sem descurar a aposta em novos projectos de música portuguesa.

## Frequências
A Antena 3 Madeira é escutada em toda a ilha da Madeira e na ilha do Porto Santo, através de uma rede de emissores FM que opera nas seguintes frequências:
- 89.3 Caniço
- 89.8 Monte / Santa Clara (Funchal)
- 90.8 Encumeada / Pico do Facho
- 91.3 Gaula
- 93.3 Paul da Serra
- 94.1 Pico do Areeiro
- 94.6 Ponta do Pargo
- 94.8 Cabo Girão
- 95.7 Massapez
- 96.5 Porto Santo
- 103.1 Ribeira Brava
- 105.0 Achadas da Cruz
- 107.5 Calheta